# 50-es villamos (Budapest)
A budapesti 50-es jelzésű villamos a Határ út és Pestszentlőrinc, Béke tér között közlekedik. A járat Pestszentlőrinc és Kispest közvetlen metrókapcsolatát biztosítja 8 km hosszú szakaszon. A járatot a Budapesti Közlekedési Zrt. üzemelteti, és a villamosokat a Száva kocsiszín adja ki.

## Története
A Budapest-Szentlőrinci Helyi Érdekű Vasút Rt. (BLVV) 1887-ben indította el az Üllői úti vám (mai Nagyvárad tér) és a Budapest-Szentlőrinci Tégla- és Terracottagyár közötti vonalát. A vonalat 1900-ban villamosították és meghosszabbították a Szarvas csárda térig. 1913 nyarán indult az 50-es villamos a Rókus kórház és a Szarvas csárda tér között a Népszínház utcán és a Karpfenstein [ma: Karácsony Sándor] utcán át. Az új járat a Budapesti Villamos Városi Vasút leghosszabb vonala lett, hossza 11,9 km volt. 1927. május 2-ától belső végállomása a Rókus kórház helyett a MÁV Gépgyár lett, majd 4-től az Orczy térig jártak. 1929. november 18-án Vecsési határig, a mai Béke térig hosszabbították meg. 1943. január 11-től az Orczy tér helyett az Üllői úton át a Nagyvárad téri végállomásig járt. 1944. november 4-én a lajosmizsei sorompó felrobbantása miatt megszűnt.
1945. május 5-én váltotta fel az 50A-t, és ismét eredeti vonalán, a Nagyvárad tér és Vecsési határ között közlekedett. 1976. november 29. és december 23. között az M3-as metró első (Deák tér – Nagyvárad tér) szakaszának építéséhez kapcsolódóan a Nagyvárad téri végállomást átépítették, ez idő alatt az 50-es ideiglenesen a Kálvin térig meghosszabbítva járt. 1980. március 30-án a metró II/A (Nagyvárad tér–Kőbánya-Kispest) szakaszának átadásával megszűnt a villamosközlekedés a Nagyvárad tér és a Határ út között, ezért a belső végállomását az új Határ úti metróállomáshoz helyezték.

### Éjszakai járat
1977. január 1-jén, az M3-as metró első (Deák tér–Nagyvárad tér) szakaszának átadásával a Kálvin tér és Pestlőrinc, Béke tér között közlekedő éjszakai 52-es villamos jelzése 50-es lett és a Nagyvárad térig rövidült. 1980. március 30-án az M3-as metró II/A (Nagyvárad tér–Kőbánya-Kispest) szakaszának megnyitásával a belső végállomását az új Határ úti metróállomáshoz helyezték. 1996 márciusától 50É jelzéssel éjszakai autóbusz járt helyette.

## Járművek
A vonalon Ganz UV villamosok közlekedtek pótkocsival, majd 2001. november 20-tól TW 6000 típusú villamosok váltották fel ezeket. A teljes típuscsere 2002. február 4-én történt. 2008 augusztusától Ganz csuklós villamosok is közlekedtek vegyesen a TW 6000-es kocsikkal. 2012 szeptemberétől 2022 szeptemberéig kizárólag TW 6000-es kocsik közlekedtek a vonalon. 2022 szeptember 1-től a vonalon már CAF Urbos 3 típusú villamosok is közlekednek, vegyesen a TW 6000-es kocsikkal.

## Útvonala
Útvonala nagyon egyszerű, a Határ úttól a Béke térig az Üllői út páros oldalán közlekedik. Keresztezi a Budapest–Lajosmizse–Kecskemét-vasútvonalat.
| Pestszentlőrinc, Béke tér felé                            |
| Határ út M vá. – Üllői út – Pestszentlőrinc, Béke tér vá. |
| Határ út felé                                             |
| Pestszentlőrinc, Béke tér vá. – Üllői út – Határ út M vá. |

## Megállóhelyei
| 0  | Határ út M végállomás                | 26 | 66, 66B, 66E, 84E, 89E, 94E, 99, 123, 123A, 142E, 194, 194B, 294E 42, 52 626, 628, 629, 660 1080, 1110 | Metróállomás, Autóbusz-állomás, Shopmark bevásárlóközpont, Aero szálloda                                                 |
| 2  | Corvin körút                         | 24 | | |
| 3  | Lehel utca                           | 22 | | |
| 4  | Kossuth tér                          | 20 | 68, 93, 93A, 132E, 136, 148, 151, 268                                                                  | Kispesti Piac, Budapesti XVIII. és XIX. Kerületi Bíróság                                                                 |
| 5  | Fő utca                              | 19 | 68, 93, 93A, 132E, 136, 148, 151, 268                                                                  | |
| 6  | Árpád utca                           | 17 | 93, 93A, 136                                                                                           | |
| 7  | Villanytelep                         | 16 | 93, 93A, 136                                                                                           | CBA Remíz, MOL benzinkút, Ganz Ábrahám Kéttannyelvű Gyakorló Szakközépiskola és Szakiskola                               |
| 9  | Lajosmizsei sorompó                  | 15 | 93, 93A, 136                                                                                           | |
| 10 | Tinódi utca                          | 14 | | |
| 11 | Margó Tivadar utca                   | 13 | 136, 236, 236A                                                                                         | |
| 13 | Kemény Zsigmond utca                 | 11 | 36, 236, 236A                                                                                          | Pestszentlőrinci Német Nemzetiségi Általános Iskola                                                                      |
| 14 | Baross utca                          | 10 | 36, 93, 93A, 236, 236A                                                                                 | XVIII. kerület Pestszentlőrinc-Pestszentimre Polgármesteri Hivatal, Posta                                                |
| 15 | Thököly út                           | 9  | 36, 93, 93A, 236, 236A                                                                                 | Zsebők Zoltán Szakrendelő, Fővárosi Szabó Ervin könyvtár, Sztehlo Gábor Evangélikus Óvoda, Általános Iskola és Gimnázium |
| 17 | Szarvas csárda tér                   | 7  | 93, 93A, 182, 182A, 183, 184, 193E, 198, 217, 217E, 236, 236A, 282E, 284E 577                          | Budapest XVIII. Kerületi Rendőrkapitányság, Spar áruház                                                                  |
| 19 | Madarász utca                        | 6  | 236, 236A                                                                                              | |
| 20 | Iparvasút                            | 5  | 236, 236A                                                                                              | |
| 21 | Honvéd utca                          | 3  | 183, 236, 236A                                                                                         | Lőrinc-Center Bevásárlóközpont                                                                                           |
| 22 | Bajcsy-Zsilinszky út                 | 2  | 183, 236, 236A                                                                                         | |
| 23 | Ungvár utca                          | 1  | 236, 236A                                                                                              | |
| 24 | Pestszentlőrinc, Béke tér végállomás | 0  | 166, 193E, 236, 236A, 266 577                                                                          | Spar áruház, Posta, Kassa Utcai Általános Iskola                                                                         |

## Megállóhelyek névváltozásai
| Mai név                   | Korábbi nevek        | Korábbi nevek        |
| Mai név                   | Pestszentlőrinc felé | Határ út felé        |
| ------------------------- | -------------------- | -------------------- |
| Határ út M                | Kispest, Határ út    | Kispest, Határ út    |
| Corvin körút              | Corvin körút         | Nyári Pál utca       |
| Kossuth tér               | Kispest, Kossuth tér | Kispest, Kossuth tér |
| Fő utca                   | Gábor Andor utca     | Gábor Andor utca     |
| Árpád utca                | Hikádé Aladár utca   | Hikádé Aladár utca   |
| Árpád utca                | Hikádé Aladár utca   | Táncsics Mihály utca |
| Tinódi utca               | Tinódi utca          | Ferenc utca          |
| Margó Tivadar utca        | Marx utca            | Marx utca            |
| Margó Tivadar utca        | Darányi Ignác utca   | Bethlen utca         |
| Baross utca               | Baross utca          | Teleki utca          |
| Thököly út                | Városház utca        | Thököly út           |
| Thököly út                | Városház utca        | Városház utca        |
| Madarász utca             | Madarász utca        | Földváry utca        |
| Honvéd utca               | Sallai Imre utca     | Sallai Imre utca     |
| Honvéd utca               | Sallai Imre utca     | Honvéd utca          |
| Bajcsy-Zsilinszky út      | Nagyenyed utca       | Nagyenyed utca       |
| Bajcsy-Zsilinszky út      | Nagyenyed utca       | Bajcsy-Zsilinszky út |
| Ungvár utca               | Tar-kő utca          | Tar-kő utca          |
| Ungvár utca               | Tarkő utca           |                      |
| Ungvár utca               | Tarkő utca           | Ungvár utca          |
| Pestszentlőrinc, Béke tér | Pestlőrinc, Béke tér | Pestlőrinc, Béke tér |

## Képgaléria

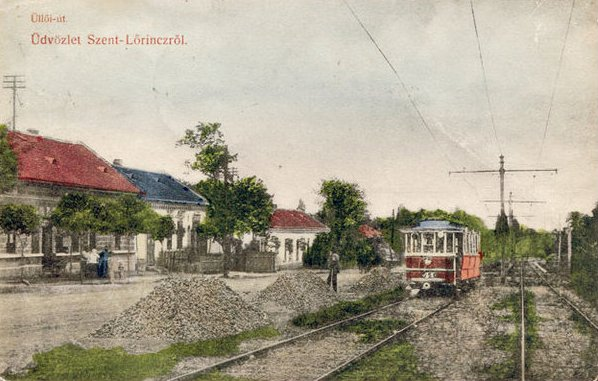
Az Üllői úti villamos építése (Képeslap 1900 körül)
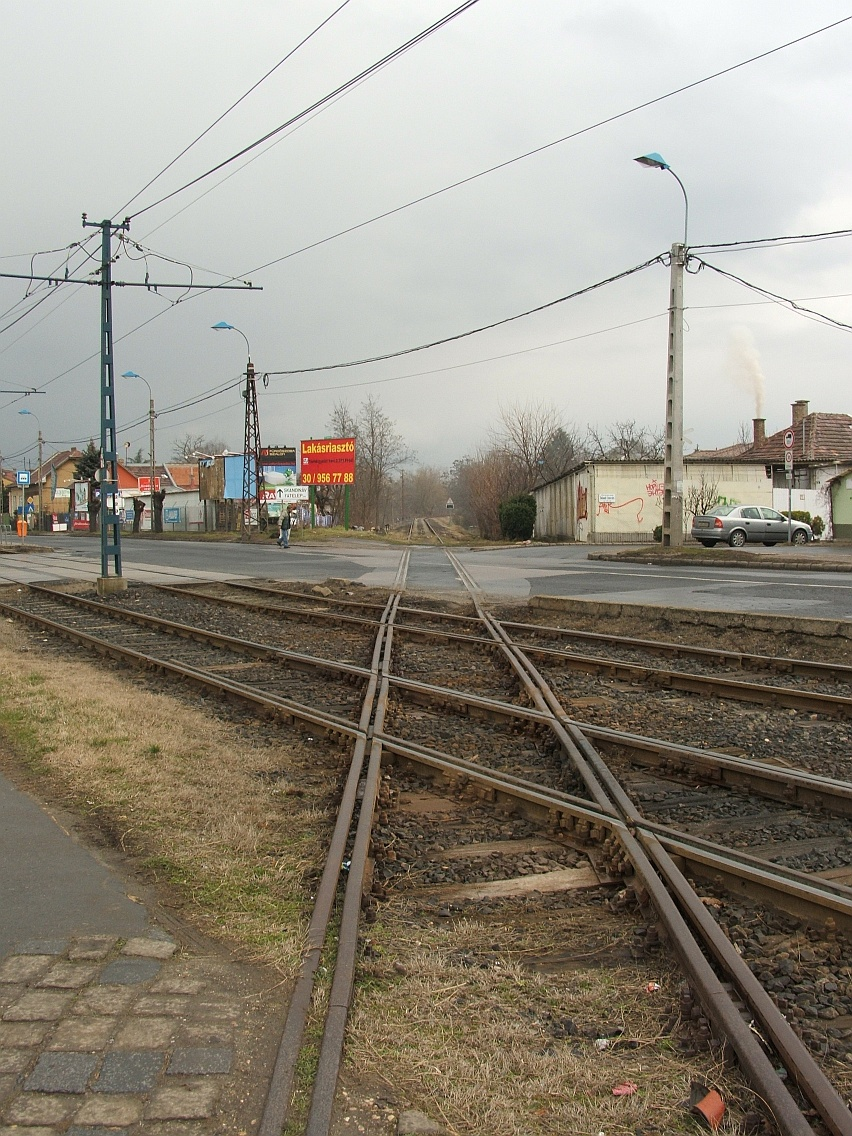
A 2019-ben megszüntetett Nagy-Burma-vasút keresztezése a villamos vonalán
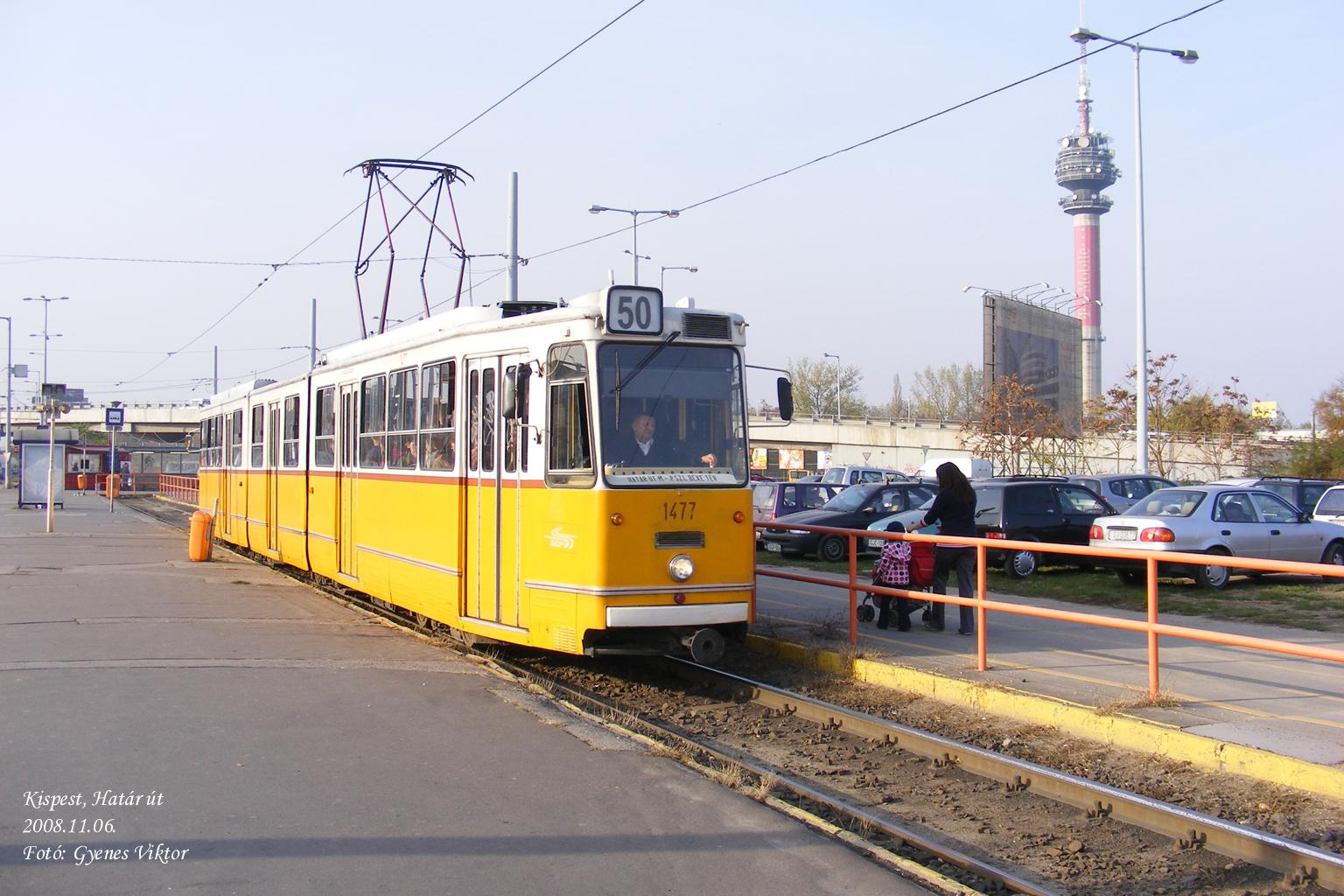
Ganz CSMG villamos a Határ útnál 2008-ban
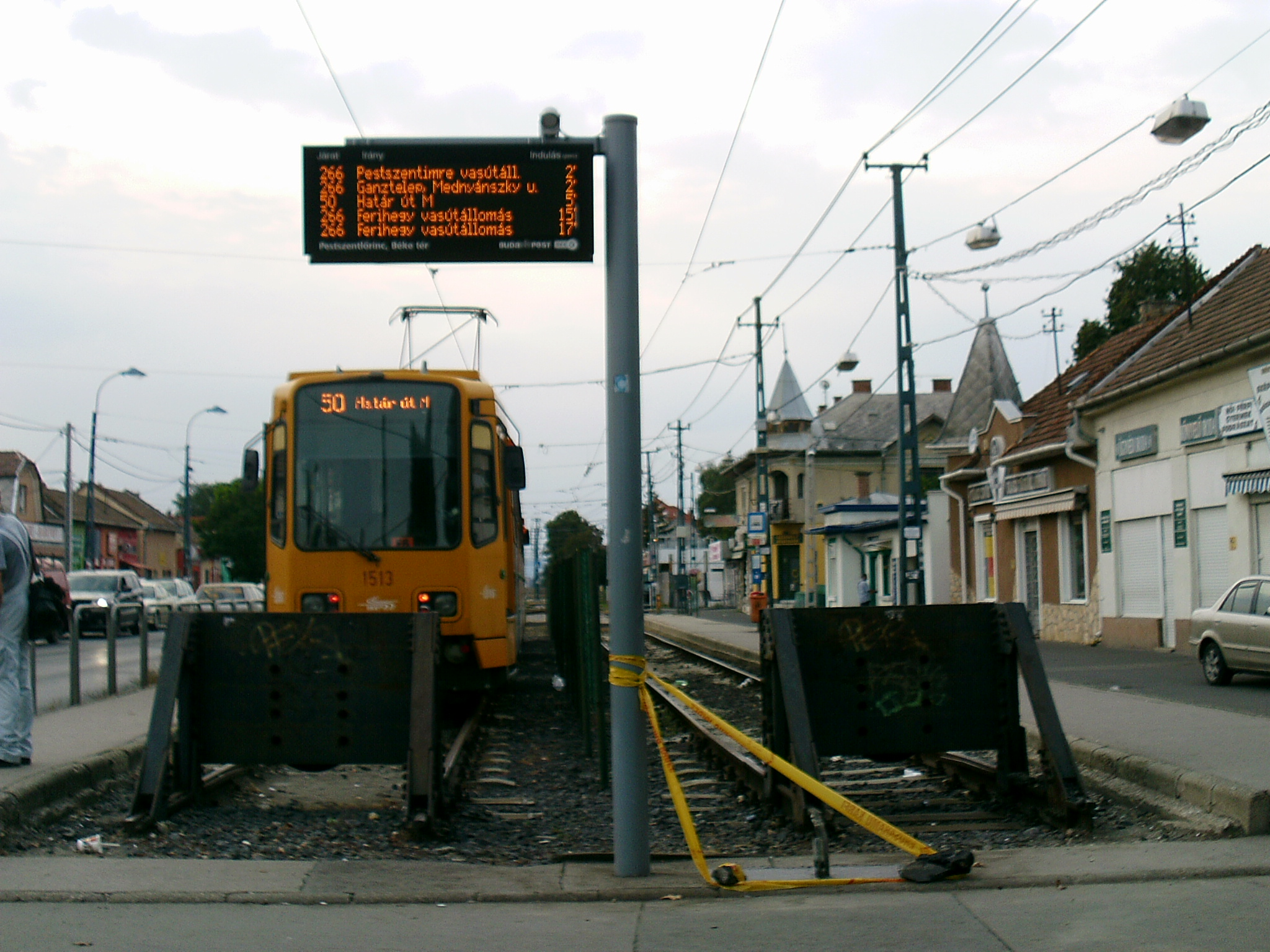
TW 6000 villamos a Béke téri végállomáson 2014-ben